# Patrick Schindler
Pour les articles homonymes, voir Schindler.
Patrick Schindler, né le 7 mars 1956 au Perreux-sur-Marne (Val-de-Marne), écrivain et journaliste, militant du Front homosexuel d’action révolutionnaire et de la Fédération anarchiste dont il est le secrétaire général en 2007.

## Biographie
Son grand-père maternel immigré tchécoslovaque, artisan tricoteur était de sensibilité socialiste anti-autoritaire, à la mode tchèque. Cet homme a eu sans doute une influence sur son petit-fils et sur son engagement libertaire depuis l'adolescence.
Après une licence de lettres modernes à Paris-VIII Vincennes (1977), il poursuit ses études au Centre de formation et de perfectionnement des journalistes (CFPJ).
En 1971-1972, il adhère au Mouvement contre le racisme et pour l'amitié entre les peuples (MRAP) au lycée Buffon et diffuse La Cause du peuple, puis le journal Tout !, puis Le Monde libertaire.
De 1972 à 1974, il rejoint le groupe Germinal de la Fédération anarchiste, où il participe à la rédaction du Monde libertaire. Dans le même temps, il est l’un des animateurs du Collectif radical anarchiste du lycée Buffon (CRAB), jusqu’à son exclusion de l’établissement pour action militante en 1973.
Dans l'après Mai 68, il participe à la création du Front homosexuel d’action révolutionnaire.
En 1974, Patrick Schindler signe l'appel des Cent et rejoint la lutte des soldats appelés dans les casernes pour obtenir des droits. Incorporé, il fait une grève de la faim, puis plusieurs mois de prison pour agitation avant d'être renvoyé de l'armée. Il y écrit un journal qui deviendra Contingent Rebelle.
De 1975 à 1977, il est claviste puis journaliste à Libération. Après des séjours aux États-Unis et en Asie, à son retour en France, il participe au magazine homosexuel Le Gai Pied.
À partir de 1995, particulièrement après l’évacuation musclée des sans-papiers de l’église Saint-Ambroise à Paris et la montée du Front national dans plusieurs régions françaises, il s’engage dans l'association Ras l'front avant de fonder le Collectif libertaire, anticapitaliste, antireligieux, antifasciste, antiautoritaire, antiraciste, antirévisioniste, antisexiste et antihomophobe, Claaaaaash. En 1998, les animateurs du Claaaaaash adhèrent à la Fédération anarchiste et fondent un groupe qui porte ce nom.
En 2002, après la nomination de Nicolas Sarkozy au poste de ministre de l'intérieur, il s'engage durant une décennie dans les actions pacifistes de résistance des séropositifs militants à Act Up-Paris.
Après des problèmes de santé en 2014, Patrick Schindler se consacre à la littérature, le militantisme, l'écriture, l'étude de l'histoire et le travail de mémoire. Il vit aujourd'hui à Athènes.

## Œuvres
- La Fleur au canon, ou les tribulations d’un mauvais soldat Sveik, ouvrage antimilitariste autobiographique, Éditions Savelli, 1978
- Vie et combat de Margarethe Faas-Hardegger. Anarchiste, syndicaliste & féministe suissesse romande, au début du XXe siècle, Éditions du Monde libertaire, 2007,  (ISBN 9-782915-514070), (BNF 41171534), (OCLC 471015392).
- 1998-2008, une décennie de luttes sociales, Éditions du Monde libertaire, 2009, (BNF 41437549), (OCLC 316828719).
- Arthur Rimbaud ou L'anarchiste inachevé, Éditions du Monde libertaire, 2011, (BNF 42608364), (OCLC 711831064).
- Jean Genet, Traces d'ombres et de lumières, Éditions du Monde libertaire, 2016, (BNF 45111530),  (ISBN 978-2-919568-66-6).
- Contingent rebelle : récit d’un réfractaire au service militaire dans les années 1970, L'Échappée, 2017, (notice BnF n° :  FRBNF45214009),  (ISBN 978-2-37309-021-5).
- Homophobes = Assassins, brochure, collection Repères anarchistes, Éditions du Monde libertaire, 2017. (notice BnF n° :  FRBNF45374532),  (ISBN 978-2-915514-67-4).
- Klaus Mann ou le vain Icare, édition L'Harmattan, 2021  (ISBN 978-2-343-22352-0).
- Femmes en luttes, la longue histoire de l'émancipation, éditions du Monde libertaire, 2022  (ISBN 9782379810114).

### Participation à des ouvrages collectifs
- Avec Mireille Guillaume, Le Front national à l’assaut de la culture, Éditions Ras l'front, 1996.
- Collectif, Agir contre le Front national, Éditions Ras l'front, 1997.
- Avec Claudie Lesselier, Contre l’homophobie, Éditions Ras l'front, 1998.
- Collectif, Des femmes et des homosexuel(le)s contre l’extrême droite, Éditions Ras l'front, 1998.
- Avec Daniel Giraud, Maurice Rajsfus, René Schérer, Criminalisation de l'immigration, répression policière : arguments pour l'émancipation sociale, Éditions du Monde libertaire, 2006, (OCLC 470536333).

### Préfaces
- Maurice Rajsfus, Les mercenaires de la République, Éditions du Monde libertaire, 2008, (BNF 41269779), (OCLC 234041168).
- Fredo Ladrisse, Quand l'autruche éternue... Dix ans tête hors du trou, Éditions libertaires, 2013,  (ISBN 978-2-919568-29-1).

### Articles
- Les auteurs du Monde libertaire, « Patrick Schindler » (consulté le 23 septembre 2014).
- Gabrielle Petit, l’indomptable : une femme affranchie, Le Monde libertaire, no 1628, 24 mars 2011, texte intégral.
- Homophobie, encore une loi minimaliste, Le Monde libertaire, no 1343, 22 janvier 2004, texte intégral.
- Créationnisme : le darwinisme en danger, Le Monde libertaire, 2 avril 2008, texte intégral.
- Contributions à la revue antifasciste Claaaaaash, Éditions Claaaaaash, 1996-1998.
- « Après 1968: Le big bang des mouvements d’émancipation homosexuelle », Alternative libertaire, no 173,‎ mai 2008 (lire en ligne).
- « Homophobie : Rudolf Brazda, le dernier survivant Triangle rose victime des nazis enfin reconnu », Le Monde libertaire, no 1635,‎ 11 mai 2011 (lire en ligne).
- « Que reste-t-il du FHAR, quarante ans après ? », Le Monde libertaire, no 1639,‎ 9 juin 2011 (lire en ligne).
- « Hommage au philosophe, René Schérer », site internet du Monde libertaire, https://monde-libertaire.fr/?articlen=7046